# Westungarischer Grenzbote
Der Westungarische Grenzbote war eine deutschsprachige Tageszeitung, die von 1872 bis 1945 in Preßburg (slowak. Bratislava) im Königreich Ungarn in der Habsburgermonarchie und später in der Ersten und Zweiten Tschechoslowakischen Republik erschienen ist.

## Geschichte
Die von Julius Földes, Iván von Simonyi, Eduard Horn und Mór Jókai gegründete und Zeitung wurde im Zuge des sich entwickelnden Parlamentarismus als Organ der Vereinigten Unabhängigkeits- und 48er Partei gegründet. Der Westungarische Grenzbote gehörte zum gemäßigten linkspolitischen Spektrum und trat damit in Konkurrenz zu den Regierungsblättern und insbesondere zur ebenfalls täglich in Preßburg erscheinenden Preßburger Zeitung. Das Blatt hatte für Westungarn regionale Bedeutung. Den Lesern wurden Neuigkeiten aus Preßburg, vermischte Nachrichten, volkswirtschaftliche Nachrichten und Inserate geboten. Nachdem die Redaktion anfangs die politischen Ideen des Revolutionärs Lajos Kossuth vertreten und sich gegen den Österreichisch-Ungarischen Ausgleich von 1867 und für eine Unabhängigkeit Ungarns und für die Gleichberechtigung der verschiedenen Nationalitäten eingesetzt hatte, erhielt der Westungarische Grenzbote bald eine antikapitalistische Prägung. Der ab Dezember 1872 alleinige Herausgeber und Eigentümer Simonyi, der sich überdies sehr für die Belange der deutschsprachigen Bewohner der Region einsetzte, stellte die Kritik an der "Allmacht des Kapitals" in den Vordergrund und ergriff Partei für die kleinen und mittleren Grundbesitzer und Gewerbetreibenden. In den 1880er Jahren propagierte er jedoch zunehmend judenfeindliche Ressentiments. Der Westungarische Grenzbote wird daher in der Forschung geradewegs als antisemitische Zeitung kategorisiert. 1918 erfolgte nach Ende des Ersten Weltkriegs und der Gründung der Tschechoslowakei die Umbenennung in Grenzbote. Die Zeitung widmete sich hierauf vor allem sozial- und wirtschaftspolitischen Fragen, bis sie 1939 zum offiziellen Organ der deutschen Volksgruppe in der Slowakei wurde.

## Leitende Redakteure
- Julius Földes
- ab 15. Dezember 1872: Iván von Simonyi
- ab 2. Oktober 1878: Ignác Deutsch
- ab 5. November 1881: Iván von Simonyi und Anton Windisch
- ab 1. Januar 1882: Iván von Simonyi
- ab 8. Juni 1890: Wolfgang Riepl
- ab 7. Februar 1900: Iván von Simonyi
- ab 15. Mai 1900: Gustav Mauthner